# Instituto de Innovación y Sostenibilidad en la Cadena Agroalimentaria
El Instituto de Innovación y Sostenibilidad en la Cadena Agroalimentaria (en inglés Institute for Innovation & Sustainable Development in Food Chain, conocido por su acrónimo IS-FOOD) es un centro de investigación tecnológica de la Universidad Pública de Navarra creado en diciembre de 2016 y que está ubicado en el Campus de Arrosadia de Pamplona.

## Líneas de investigación
Las líneas de investigación de este centro constan de tres grandes ejes:
- El reto que plantea la alimentación humana en el siglo XXI.
- La producción sostenible y la calidad de los alimentos.
- La innovación agroalimentaria.